# James Earl Jones
James Earl Jones   (Arkabutla, 17 de gener de 1931 - Pawling, 9 de setembre de 2024) va ser un actor estatunidenc. Entre els seus papers destaca la interpretació de veu de Darth Vader a la saga Star Wars. Fou fill del també actor Robert Earl Jones.
El 2011, va ser guardonat amb l'Oscar honorífic, al costat de Dick Smith i Oprah Winfrey.

## Biografia
Als 5 anys es va traslladar a Dublín (Michigan), on va ser criat pels seus avis materns.
Des de nen va desenvolupar un quequeig greu i per això es negava a parlar en veu alta, fins que, als 13 anys, un dels seus professors va fer que descobrís que tenia un do per a la poesia i va insistir que llegís cada dia una poesia a classe per anar corregint el seu problema. Irònicament, dos dels seus papers més famosos han estat com a actor de veu: és la veu de Darth Vader en la saga de La Guerra de les Galàxies i de Mufasa en The Lion King.
El seu primer paper va ser en Dr. Strangelove el 1964, com el tinent Lothar Zogg.
Entre els seus papers més notables estan el de Terrence Mann en la pel·lícula de beisbol Camp de somnis, l'almirall Greer en La caça de l'Octubre Roig, l'autor Alex Haley en la sèrie de televisió Arrels i el maligne Tulsa Doom, el déu-serp de Conan el Bàrbar.
Ha estat presentador de diferents cobertures per a esdeveniments com les Olimpíades d'Atenes 2004, i ha prestat la seva veu per a videojocs com Command and Conquer entre moltes altres activitats.

## Filmografia
Fonts:
- Dr. Strangelove (Dr. Strangelove or: How I Learned to Stop Worrying and Love the Bomb) (1964)
- The Comedians (1967)
- The Comedians in Africa (1967)
- End of the Road (1970)
- King: A Filmed Record... Montgomery to Memphis (1970)
- The Great White Hope (1970)
- Malcolm X (1972)
- The Man (1972)
- Claudine (1974)
- The Cay (1974 one-hour TV drama)
- The UFO Incident (1975 TV-movie)
- The River Niger (1976)
- The Bingo Long Traveling All-Stars & Motor Kings (1976)
- El corsari Roig (Swashbuckler) (1976)
- Deadly Hero (1976)
- La història de Cassius Clay (The Greatest) (1977)
- Star Wars episodi IV: Una nova esperança (Star Wars Episode IV: A New Hope) (1977) (veu de Darth Vader, no va sortir en els crèdits fins a 1997)
- L'exorcista 2: L'heretge (Exorcist II: The Heretic) (1977)
- The Greatest Thing That Almost Happened (1977)
- The Last Remake of Beau Geste (1977)
- A Piece of the Action (1977)
- Jesus of Nazareth (1977)
- Black Theater: The Making of a Movement (1978)
- Star Wars Holiday Special (1978 TV especial) (veu de Darth Vader)
- Roots: The Next Generations (1979 TV minisèrie)
- Star Wars episodi V: L'Imperi contraataca (Star Wars Episode V: The Empire Strikes Back) (1980) (veu de Darth Vader, no va sortir en els crèdits fins a 1997)
- Guyana Tragedy: The Story of Jim Jones (1980 TV mini sèrie)
- The Bushido Blade (1981)
- The Flight of Dragons (1982) (veu d'Ommadon)
- Conan el Bàrbar (Conan the Barbarian) (1982)
- Blood Tide (1982)
- Star Wars episodi VI: El retorn del Jedi (Star Wars Episode VI: Return of the Jedi) (1983) (veu de Darth Vader)
- Allen Boesak: Choosing for Justice (1984)
- Faerie Tale Theatre "Aladdin and His Wonderful Lamp" (1984)
- City Limits (1985)
- Soul Man (1986)
- The Greatest Adventure Stories from the Bible: Moses (1986) (veu)
- Jardins de pedra (Gardens of Stone) (1987)
- Allan Quatermain a la ciutat perduda d'or (Allan Quatermain and the Lost City of Gold) (1987)
- My Little Girl (1987)
- Pinocchio and the Emperor of the Night (1987) (veu de l'emperador de la nit)
- Matewan (1987)
- Coming to America (1988)
- Tres fugitius (Three Fugitives) (1989)
- Camp de somnis (Field of Dreams) (1989)
- Combat final (Best of the Best) (1989)
- By Dawn's Early Light (1990)
- Convicts (1990)
- La caça de l'Octubre Roig (The Hunt for Red October) (1990)
- A World Alive (1990) (veu)
- La misteriosa ambulància (The Ambulance) (1990)
- Grim Prairie Tales (1990)
- Terrorgram (1990) (veu)
- True Identity (1991)
- Scorchers (1991)
- Greatest Adventure Stories from the Bible: Queen Esther (1991) (veu)
- Second Coming (1992) (veu)
- Ramayana: The Legend of Prince Rama (1992)
- Patriot Games (1992)
- Freddie, agent 07 (Freddie as F.R.O.7) (1992)
- Sneakers (1992)
- Dreamrider (1993)
- Sommersby (1993)
- The Sandlot (1993)
- Força excessiva (Excessive Force) (1993)
- Meteor man (The Meteor Man) (1993)
- Naked Gun 33⅓: The Final Insult (1994)
- Africa: The Serengeti (1994)
- Amnèsia perillosa (Clean Slate) (1994)
- The Road to Freedom: The Vernon Johns Story (1994)
- The Lion King (1994) (veu de Mufasa)
- Clear and Present Danger (1994)
- Countdown to Freedom: Ten Days That Changed South Africa (1994) (narrador)
- Let Truth Be the Bias: The Presence of Alternative Medicine in America (1994) (narrador)
- Gangs: Turning the Corner (1994)
- Jefferson in Paris (1995)
- Jutge Dredd (Judge Dredd) (1995)
- Plora, terra estimada (Cry, The Beloved Country) (1995)
- El cap de família (Head of the Family) (1996)
- Looking for Richard (1996)
- Timepiece (1996)
- Good Luck (1996)
- L'ombra dels culpables (Gang Related) (1997)
- What the Deaf Man Heard (1997)
- The Second Civil War (1997)
- Primary Colors (1998)
- Frasier (1998)
- Merlin (1998)
- The Lion King II: Simba's Pride (1998 Directament per a vídeo) (veu de Mufasa)
- Summer's End (1999)
- Our Friend, Martin (1999) (veu de Daddy King)
- On the Q.T. (1999)
- Undercover Angel (1999)
- The Annihilation of Fish (1999)
- Fantasia 2000 (1999)
- Ennis' Gift (2000)
- Antietam: A Documentary Drama (2000)
- The Papp Project (2001)
- Feast of All Saints (2001)
- Black Indians: An American Story (2001) (narrador)
- Finder's Fee (2001)
- Recess Christmas: Miracle on Third Street (2001)
- Muhammad Ali: Through the Eyes of the World (2001)
- Disney's American Legends (2002)
- The Great Year (2004)
- Unforgivable Blackness: The Rise and Fall of Jack Johnson (2004)
- Robots (2005) (veu)
- Star Wars episodi III: La venjança dels Sith (Star Wars Episode III: Revenge of the Sith) (2005)
- The Reading Room (2005)
- The Sandlot 2 (2005)
- The Benchwarmers (2006)
- Scary Movie 4 (2006)
- Click (2006) (veu) (ell mateix)
- The Trail of Tears: Cherokee Legacy (2006) (narrador)
- Earth (2007) (veu)
- Welcome Home Roscoe Jenkins (2008)
- The Poker House (2008)
- Quantum Quest: A Cassini Space Odyssey (2009) (veu)
- Jack and the Beanstalk (2009) (veu)
- Joe Papp in Five Acts (2012)
- Gimme Shelter (2013)
- L'home més enfadat de Brooklyn (The Angriest Man in Brooklyn) (2014)
- Driving Miss Daisy (2014)
- Rogue One (2016) (veu)
- Warning Shot (2018)
- The Lion King (2019) (veu)
- Star Wars: L'ascens de Skywalker (Star Wars: The Rise of Skywalker) (2009) (veu)
- Coming 2 America (2021)

### Altres actuacions de veu
- Monopoly Star Wars (1997)
- Command and Conquer (1999)
- Kingdom Hearts II (2006)
- Star Tours: The Adventures Continue (2011)

## Premis i nominacions

### Premis
- 1991. Primetime Emmy al millor actor en sèrie dramàtica per Gabriel's Fire
- 1991. Primetime Emmy al millor actor en minisèrie o especial per Heat Wave
- 2011. Oscar honorífic

### Nominacions
- 1964. Primetime Emmy al millor actor per East Side/West Side
- 1971. Oscar al millor actor per The Great White Hope
- 1971. Globus d'Or al millor actor dramàtic per The Great White Hope
- 1975. Globus d'Or al millor actor musical o còmic per Claudine
- 1990. Primetime Emmy al millor actor secundari en minisèrie o especial per By Dawn's Early Light
- 1991. Globus d'Or al millor actor en sèrie dramàtica per Gabriel's Fire
- 1992. Globus d'Or al millor actor en sèrie dramàtica per Pros and Cons
- 1994. Primetime Emmy al millor actor convidat en sèrie dramàtica per Picket Fences
- 1995. Primetime Emmy al millor actor secundari en sèrie dramàtica per Under One Roof
- 1997. Primetime Emmy al millor actor convidat en sèrie còmica per Frasier
- 2004. Primetime Emmy al millor actor convidat en sèrie dramàtica per Everwood